# Chronologie de l'astronomie
Cet article présente une chronologie de l'astronomie.

## Chronologie

### Avant l'ère commune
- Vers -5000 : Construction du cercle de Goseck, le plus ancien site astronomique européen connu à ce jour[réf. nécessaire].
- Vers -3000 : Début de la construction du site de Stonehenge[Quoi ?].(Stonehenge serait un site astronomique permettant l'observation d'éclipse par exemple)
- Vers -2300 : Première grande période de nommage des étoiles par les Chinois[1].
- Vers -2000 : Premiers calendriers luni-solaires en Égypte et en Mésopotamie.
- Vers -1400 : Fabrication en Égypte du premier cadran solaire connu.
- -1375 : Premier témoignage en Chine de l'observation d'une éclipse de Soleil (le 3 mai)[2], en zone partielle d'une éclipse totale. Les témoignages plus anciens sont trop fragmentaires ou pas assez précis pour être considérés comme fiables.
- -750 : Les Babyloniens font les premières prédictions empiriques des dates d'éclipses de Soleil et de Lune grâce à l'utilisation du saros.
- -600 : Anaximandre remarque que la Terre est isolée dans l'espace et les astres s'échelonnent à des distances différentes, il aurait découvert l'obliquité de l'écliptique, et le premier, reconnu que le ciel paraît tourner autour des pôles célestes.
- Vers -550 : les Grecs nomment les constellations de l'hémisphère nord.
 Pythagore propose que la Terre a une forme sphérique.
- -500 : Parménide affirme que la Terre est sphérique et que la Lune emprunte sa lumière au Soleil.
- -430 : Méton améliore le calendrier grec, il étudie les phases de la Lune et affirme qu'il y a exactement 235 lunaisons en 19 ans (cycle de Méton).
- Vers -400 : Eudoxe de Cnide énonce sa théorie des sphères homocentriques et propose un système cosmologique dans lequel le système solaire est composé de planètes sphériques, dont le Soleil, décrivant des trajectoires circulaires autour de la Terre immobile, centre du monde.
 Les Grecs, sous l'influence de Platon adoptent une explication de l'Univers : La Terre est au centre, et autour d'elle tournent les planètes dans un mouvement circulaire.
- Vers -350 : Héraclite du Pont propose l'hypothèse de la rotation de la Terre sur elle-même.
- Vers -300 : Autolycos de Pitane annonce le traité de la sphère, un des plus anciens traités d'astronomie.
- Vers -250 : Ératosthène de Cyrène (-284 / -193), dirige la bibliothèque d'Alexandrie. En observant l'ombre portée produite par le Soleil sur deux bâtons, plantés verticalement et au même moment mais en deux villes éloignées, situé sur le même méridien (Assouan et Alexandrie), il effectue la première mesure du rayon terrestre.
- -240 : Première observation avérée de la comète de Halley par des astronomes chinois.
- Vers -240 : Aristarque de Samos, (-310 / -230) dans son ouvrage intitulé Sur les dimensions et les distances du Soleil et de la Lune, est le premier à tenter d'évaluer le diamètre du Soleil et de la Lune et leur distance par rapport à la Terre, en introduisant les premières notions de calcul trigonométrique. Il émet l'idée que la Terre tourne autour du Soleil.
- -130 : Hipparque invente la trigonométrie, détermine avec précision (moins de 1° d'erreur) la position de 1000 étoiles et dresse le premier catalogue d'étoiles qui les classe en six grandeurs de luminosité, par ordre décroissant. Il est l'un des astronomes les plus brillants de l'Antiquité avec de nombreux travaux : la détermination de la distance Terre-Lune, la mesure précise de la révolution de la Lune, l'explication des éclipses, la détermination de l'inclinaison de la Terre sur l'écliptique, la découverte du phénomène de précession des équinoxes, l'invention de l'astrolabe, et la première méthode de détermination des longitudes.
- -46 : Réforme du calendrier romain et naissance du calendrier julien, sous le consulat de Jules César.
- -26 : Première mention connue de l'observation de taches solaires.

### Iersiècle-IXesiècle
- Vers 150 : Claude Ptolémée publie l'Almageste.
- 185 : Première supernova historique avérée, SN 185.
- Vers 300 : Début de rapports relativement systématiques de l'observation des taches solaires dans le monde chinois.
- 386 : Supernova, SN 386, observée par les astronomes chinois.
- 393 : Nouvelle supernova, SN 393, observée par les astronomes chinois.
- 813 : Al-Mamun fonde l'école d'astronomie de Bagdad.
- Vers 800-830 : l'astronomie fait partie des sept arts libéraux créés par Bède le Vénérable, plus particulièrement du quadrivium.
- 837 : Passage historique le plus spectaculaire de la comète de Halley (à moins de 5 millions de km de la Terre), stimulant en Asie la recherche d'autres « étoiles invitées », dont deux (probablement des novae) seront découvertes plus tard dans l'année.

### Xesiècle
- 900 : Les Arabes vont développer ces connaissances, inventer de nouveaux instruments et traduire les écrits grecs. Al-Battani, grâce à ses observations, permet une meilleure connaissance des mouvements apparents du Soleil et des planètes.
- 964 : Abd Al-Rahman Al Sufi publie le Livre des étoiles fixes, où il mentionne la découverte de la galaxie d'Andromède, ainsi que le Grand Nuage de Magellan, visible du sud de la péninsule Arabique.
- 990 : Al-Biruni reprend et corrige des résultats de Ptolémée et établit des tables très précises : calculs des demi-cordes  (futurs sinus), et de tangentes qu'il applique à l'astronomie et à des méthodes de triangulation géodésiques (calculs de distances et d'aires).

### XIesiècle
- 1006 : Supernova de l'an 1006 (SN 1006).
- Vers 1050 : Al-Zarqali établit les tables astronomiques dites de Tolède.
- 1054 : Supernova de l'an 1054, dite supernova du Crabe (SN 1054).
- 1066 : Passage de la comète de Halley, immortalisé sur la tapisserie de Bayeux.

### XIIesiècle
- 1181 : Supernova de l'an 1181 (SN 1181).

### XIIIesiècle
- Vers 1200 : Robert Grossetête propose une réforme du calendrier julien.
- 1220 : Johannes de Sacrobosco écrit en quatre chapitres le Traité de la Sphère avec de nombreuses théories astronomiques.
- Vers 1250 : Roger Bacon est le premier à s'apercevoir de l’erreur du calendrier julien par rapport à l'année solaire et propose en 1264 à Clément IV de le rectifier.
- 1252 : Le roi de Castille Alphonse X le Sage ordonne de dresser les tables alphonsines.
- 1254 : Le roi de Castille Alphonse X le Sage fait traduire le Libro complido en los judizios de las estrellas.

### XIVesiècle
- 1300 : Jean Buridan annonce sa cosmologie et sa théorie de l'impetus, il critique les conceptions aristotéliciennes sur le mouvement.
- Vers 1339 : Paul del Abbaco (Paolo dell'Abbaco) rédige un traité de géométrie intitulé Trattato di tutta l'arte dell'abacho (Traité complet de l'art de l'abaque), dont le manuscrit est conservé à la Bibliothèque nationale centrale de Florence[3]. Une édition complète des passages concernant l'astronomie fut publiée en 1662 à Florence, sous le titre : Pratricha d'astorlogia dal Codici[4].

### XVesiècle
- Vers 1400 : L'occupation de l'Espagne par les Arabes depuis le VIIIe siècle a permis la diffusion de leurs sciences en Europe, et en particulier de leurs connaissances astronomiques.
- 1400 : Ulugh Beg fonde l'observatoire de Samarcande, et dresse les tables du Soleil, un catalogue de 1018 étoiles.
- 1456 : Georg von Purbach calcule des tables sur les éclipses dans Tabulae Ecclipsium, il observe la comète de Halley et rapporte ses observations. Il fut l'auteur de deux autres livres, Theoricae Novae Planetarum, et Algorismus.
- 1492 : le 7 novembre : chute en Alsace d'une météorite de 127 kg : la météorite d'Ensisheim.

### XVIesiècle
- 1506 : Nicolas Copernic fait construire un observatoire à Frauenbourg, près de Dantzig. Après de nombreuses années d'observation, il réintroduit l'héliocentrisme qu'avaient préconisé Pythagore et Aristarque et met fin au système géocentrique de Ptolémée.
- 1543 : L'œuvre majeure de Nicolas Copernic, De revolutionibus orbium coelestium paraît peu avant sa mort.
- XVIe siècle : Girolamo Fracastoro et Pierre Apian remarquent indépendamment pour la première fois en Europe, que la queue des comètes est dirigée à l'opposé du Soleil.
- 1572 : Supernova dite de Tycho (SN 1572), la première observée de façon précise en Europe par Tycho Brahe, ainsi qu'en extrême orient.
- 1576 : Tycho Brahe fonde son observatoire astronomique près d'Uraniborg.
- 1582 : Le pape Grégoire XIII décide le passage au calendrier grégorien.
- 1592 : De la mi-novembre à la mi-décembre, l'apparition des quatre étoiles invitées de 1592 est mentionnée en Corée. Il s'agit probablement de quatre novae dont la lumière a fortuitement atteint de façon quasi simultanée la Terre.
- 1596 : David Fabricius observe la première étoile variable, Mira, dont la période précise sera déterminée 40 ans plus tard.
 Johannes Kepler publie Mysterium cosmographicum.
- 1600 : Giordano Bruno est brûlé pour hérésie, après avoir affirmé croire à la pluralité des mondes habités.

### XVIIesiècle

#### Années 1600
- 1603 : Johann Bayer publie l'Uranometria, qui pour la première fois classifie les étoiles sous des noms normalisés (Désignation de Bayer) et non traditionnels.
- 1604 : Supernova dite de Kepler (SN 1604), dans la constellation d'Ophiuchus, observée par Johannes Kepler, Galilée et les astronomes d'extrême orient.
- 1607 : Johannes Kepler observe un passage de la comète de Halley.
- 1608 : Hans Lippershey fabrique le premier modèle de lunette.
- 1609 : Galilée, qui utilise pour la première fois une lunette, a l'idée de la tourner vers le ciel ; il invente la lunette astronomique.
Johannes Kepler publie Astronomia nova, où il énonce les deux premières lois qui portent désormais son nom.

#### Années 1610
- 1610 : Galilée découvre Io, Europe, Ganymède et Callisto, les quatre plus gros satellites de Jupiter, les anneaux de Saturne, les phases de Vénus. Grâce à ses observations, il confirme la théorie de Copernic. L'héliocentrisme va petit à petit prendre sa place dans la pensée scientifique.
- 1611 : Premières observations détaillées des taches solaires par Christoph Scheiner, Galilée et David Fabricius.
- 1612 : Première observation (probable) d'une nova par un astronome européen, Christoph Scheiner.
 Nicolas-Claude Fabri de Peiresc découvre la nébuleuse d'Orion.
- 1619 : Johannes Kepler publie la troisième loi de Kepler dans Harmonices Mundi.

#### Années 1630
- 1631 : Le transit de Mercure prédit par Johannes Kepler est observé par Gassendi.
- 1632 : Publication par Galilée du Dialogue sur les deux grands systèmes du monde.
- 1633 : Procès de Galilée qui doit abjurer.
- 1634 : Descartes, qui a reçu l'année précédente le traité de Galilée, renonce à publier le Traité du monde et de la lumière, qui ne sera publié qu'en 1664.
- 1636 : Francesco Fontana observe Mars et en tire le premier croquis comprenant des différences de couleur. Idem pour Jupiter et ses bandes.
- 1638 : Johann Holwarda détermine la période de variabilité de Mira.
- 1639 : Première observation du transit de Vénus par Jeremiah Horrocks (le 4 décembre) et réévaluation la distance Terre-Soleil.
 Francesco Fontana observe pour la première fois les phases de Mercure.

#### Années 1640
- 1645 : Francesco Fontana "découvre" Neith, un hypothétique satellite de Vénus, la découverte sera confirmée par Cassini et Lagrange, il faudra attendre 1887 pour que l'affaire soit classée.
- 1647 : Johannes Hevelius publie la première carte de la Lune.

#### Années 1650
- 1655 : Christian Huygens découvre Titan, le plus gros satellite de Saturne.
- 1656 : Christian Huygens découvre la nature des anneaux de Saturne.
- 1659 : Christian Huygens découvre les premiers détails de la surface de Mars.

#### Années 1660
- 1665 : Publication du premier numéro des Philosophical Transactions of the Royal Society of London, le premier journal scientifique de l'histoire.
- 1666 : Jean-Dominique Cassini découvre les calottes polaires de Mars.
 Isaac Newton observe le spectre du Soleil.
- 1667 : Fondation de l'observatoire de Paris, le plus vieil établissement astronomique encore en activité.
 Geminiano Montanari observe qu'Algol est une étoile variable.
- 1668 : Isaac Newton invente le télescope.

#### Années 1670
- 1670 : Première observation certaine d'une nova en Europe, CK Vul par Dom Anthelme.
- 1671 : Jean-Dominique Cassini découvre Japet, satellite de Saturne, et mesure la parallaxe de Mars, en collaboration avec Jean Richer.
- 1672 : Isaac Newton étudie la nature de la lumière (spectre).
 Jean-Dominique Cassini découvre Rhéa, satellite de Saturne.
- 1675 : Fondation de l'observatoire royal de Greenwich.
 Jean-Dominique Cassini découvre la division de Cassini, principale division des anneaux de Saturne.
- 1676 : Ole Christensen Rømer découvre la finitude de la vitesse de la lumière par l'étude des occultations des satellites de Jupiter.
- 1678 : Publication du premier numéro de Connaissance des Temps, plus ancien ouvrage d'éphémérides encore publié aujourd'hui.
- 1679 : Edmund Halley publie son catalogue de 341 étoiles de l'hémisphère sud.

#### Années 1680
- Vers 1680 : Avant-dernière supernova galactique connue, Cassiopée A, mais non observée à l'époque de son explosion.
- 1682 : Après le passage de la comète qui, depuis, porte son nom, Edmond Halley étudie les orbites particulières de ces corps célestes et comprend que certaines sont périodiques, d'autres non. Il prédit le retour de la comète de Halley pour 1758, c’est-à-dire 76 ans après.
- 1683 : Jean-Dominique Cassini découvre la lumière zodiacale.
- 1684 : Jean-Dominique Cassini découvre Téthys et Dioné, satellites de Saturne.
- 1687 : Isaac Newton énonce la loi universelle de la gravitation, dans Philosophiae Naturalis Principia Mathematica.
 Johannes Hevelius publie son catalogue de 1 500 étoiles.

### XVIIIesiècle

#### Années 1700
- 1700 : Création de l'observatoire de Berlin.
- 1704 : Ole Christensen Rømer améliore la technique du cercle méridien.
- 1705 : Edmund Halley remarque la similitude des paramètres orbitaux des comètes observées en 1531, 1607 et 1682 et déduit qu'il s'agit du même objet (aujourd'hui appelé comète de Halley), dont il prédit le retour en 1758.

#### Années 1710
- 1717 : Observation des mouvements propres de quelques étoiles (Sirius et Arcturus) par Edmund Halley.
- 1719 : Fin du traçage du méridien de Paris, de Dunkerque à Collioure.

#### Années 1720
- 1725 : La version définitive de Historia coelestis Britannica de John Flamsteed est publiée après sa mort. Introduction de la désignation de Flamsteed pour les étoiles les plus brillantes des constellations.
- 1728 : James Bradley découvre l'aberration de la lumière sans rendre publique sa découverte.
- 1729 : Invention de la lunette achromatique par Chester Moore Hall.

#### Années 1730
- 1735 : Expéditions françaises au Pérou et en Laponie pour mesurer l'aplatissement de la Terre.

#### Années 1740
- 1741 : Anders Celsius note la corrélation entre le cycle solaire et les perturbations du champ magnétique terrestre.
 Le pape Benoît XIV, devant la preuve optique de l'orbitation de la Terre, autorise la publication des œuvres complètes de Galilée
- 1747 : Pierre Louis Moreau de Maupertuis énonce le principe de moindre action.
- 1748 : James Bradley découvre la nutation terrestre et l'annonce avec sa mise en évidence de l'aberration de la lumière découverte 20 ans plus tôt.

#### Années 1750
- 1750 : Thomas Wright explique la Voie lactée comme étant une multitude d'étoiles qui s'étend au loin dans une structure en forme de disque vu par la tranche.
- 1755 : Le philosophe Emmanuel Kant suppose que les nébuleuses de forme elliptique sont constituées d'étoiles, tout comme l'est la Voie lactée.
- 1757 : Le pape Benoît XIV lève l'index sur tous les ouvrages traitant de l'héliocentrisme.
- 1758 : Charles Messier croit observer le retour de la comète de Halley, qu'il confond avec la Nébuleuse du Crabe. Sa méprise l'incite à compiler le premier catalogue d'objets célestes non stellaires, le catalogue Messier.
- 1759 : Retour de la comète de Halley, prédit par Edmund Halley et calculé plus précisément par Alexis Claude Clairaut, Jérôme Lalande et Nicole-Reine Lepaute. Première observation le 25 décembre 1758 par Johann Georg Palitzsch.

#### Années 1760
- 1761 : Mikhaïl Lomonossov découvre que Vénus possède une atmosphère.
- 1766 : Johann Daniel Titius énonce la loi popularisée par Johann Elert Bode six ans plus tard.

#### Années 1770
- 1771 : Charles Messier entame le catalogue qui porte aujourd'hui son nom.
- 1775 : Tobias Mayer publie la première carte de la Lune.
- 1779 : Joseph-Louis Lagrange détermine la masse de Vénus
 Heinrich Olbers propose une nouvelle méthode de détermination de l'orbite des comètes.

#### Années 1780
- 1781 : William Herschel découvre une nouvelle planète, Uranus, dont le nom est proposé par Johann Bode
- 1783 : William Herschel entreprend de cartographier la Voie lactée.
- 1784 : Charles Messier publie dans Connaissance des Temps son catalogue Messier, achevé trois ans plus tôt. C'est le premier catalogue d'objets non stellaires produit.
 John Michell propose le concept d'un astre suffisamment massif pour retenir la lumière, idée reprise indépendamment en 1795 par Pierre-Simon de Laplace, proposant ainsi la première description d'un trou noir.
 John Goodricke découvre la variabilité de Delta Cephei, archétype des céphéides.
- 1787 : William Herschel découvre Titania et Obéron, satellites d'Uranus
- 1788 : Joseph-Louis Lagrange publie la Mécanique analytique.
- 1789 : William Herschel découvre Encelade satellite de Saturne

#### Années 1790
- 1791 : Pierre Méchain et Jean-Baptiste Delambre terminent la détermination d'un quart de méridien terrestre.
- 1796 : Le Marquis de Laplace émet l'hypothèse selon laquelle le système solaire serait issu d'une nébuleuse en rotation dans Exposition du système du monde.
- 1799 : Laplace publie les deux premiers tomes de la Mécanique céleste

### XIXesiècle

#### Années 1800
- 1801 : Le premier jour du siècle voit la découverte du premier astéroïde, Cérès par Giuseppe Piazzi.
 William Wollaston découvre les raies d'absorption dans le spectre du Soleil. Elles seront redécouvertes indépendamment en 1814 par Joseph von Fraunhofer et porteront le nom de ce dernier (raies de Fraunhofer).
- 1802 : William Herschel découvre les étoiles binaires.
 Heinrich Olbers découvre l'astroïde Pallas.
- 1803 : Chute de la météorite de L'Aigle et découverte de leur origine extraterrestre.
- 1804 : Karl Ludwig Harding découvre l'astéroïde Junon
- 1807 : Heinrich Olbers découvre l'astéroïde Vesta. Celui-ci comme ses prédécesseurs est considéré comme une planète, le système solaire en comptabilise donc 11 !

#### Années 1810
- 1811 : Olbers propose sa théorie des queues cométaires.
- 1818 : Observation par Jean-Louis Pons du retour de la comète de Encke, la seconde après la comète de Halley.
- 1820 : Fondation de la Royal Astronomical Society en Angleterre.
- 1826 : Découverte de la comète de Biela par Wilhelm von Biela.
- 1827 : Début de la publication de la revue scientifique Monthly Notices of the Royal Astronomical Society.

#### Années 1830
- 1830 : Première détermination de l'orbite d'un système binaire, avec ξ Ursae Majoris, par Félix Savary.
- 1833 : Pluie d'étoiles filantes de l'essaim des Léonides.
- 1834 : Friedrich Wilhelm Bessel propose la présence d'un compagnon peu lumineux (en fait la naine blanche Sirius B) pour expliquer les irrégularités du mouvement propre de Sirius.
- 1838 : Friedrich Wilhelm Bessel mesure la première parallaxe stellaire avec l'étoile 61 Cygni.

#### Années 1840
- 1842 : Christian Doppler découvre l'effet Doppler.
- 1843 : Heinrich Schwabe publie sa découverte du cycle solaire de onze ans qui porte son nom.
 Maximum de l'éruption de l'étoile Eta Carinae, qui devient la deuxième étoile la plus brillante du ciel à ce moment-là et forme la nébuleuse de l'Homoncule.
- 1845 : 38 ans après la découvert de Vesta, Karl Ludwig Hencke découvre le 5e astéroïde Astrée.
- 1846 : Urbain Le Verrier détermine par calcul la position de Neptune qui est observée un mois plus tard par Johann Gottfried Galle. C'est le triomphe de la mécanique newtonienne. Des calculs semblables à ceux de Le Verrier avaient été effectués à la même époque par l'anglais John Couch Adams, sans susciter l'intérêt de ses pairs.
- 1848 : William Cranch Bond découvre Hypérion satellite de Saturne.
- 1849 : Annibale De Gasparis découvre la 10e astéroïde (et l'un des plus gros) Hygiea.

#### Années 1850
- 1851 : Expérience du pendule de Foucault, mettant en évidence la rotation diurne de la Terre
 William Lassell découvre Ariel et Umbriel, satellites d'Uranus.
- 1859 : Première observation d'une éruption solaire par Richard Carrington et R. Hodgson.
 Friedrich Wilhelm Argelander publie le Bonner Durchmusterung, premier catalogue d'étoiles moderne, recensant plus de 300 000 astres.
 L'éruption solaire de 1859 est la plus violente éruption solaire jamais enregistrée. Elle affecte durablement les réseaux de télécommunication.

#### Années 1860
- 1860 : Naissance de l'astrophysique avec l'invention de la spectroscopie dont William Huggins est le précurseur. La décomposition de la lumière en bandes de couleurs permet de déterminer la composition chimique des planètes (leurs atmosphères) et des étoiles.
 Gustav Kirchhoff et Robert Bunsen expliquent les raies de Fraunhofer.
- 1862 : Alvan Graham Clark découvre la première naine blanche, Sirius B.
- 1864 : James Clerk Maxwell publie les lois de l'électromagnétisme.
- 1865 : Jules Verne publie De la Terre à la Lune.
- 1867 : Découvertes des étoiles Wolf-Rayet par Charles Wolf et Georges Rayet.
- 1868 : Premières observations des protubérances solaires par Jules Janssen et Joseph Norman Lockyer.
 Première mise en évidence de la vitesse radiale de certaines étoiles, notamment Sirius, par William Huggins.

#### Années 1870
- 1872 : Disparition de la comète de Biela.
 Henry Draper obtient la première photographie d'un astre (Véga) et de son spectre.
- 1877 : Découverte de Phobos et Déimos, satellites de Mars par Asaph Hall.
 Giovanni Schiaparelli observe les canaux martiens.
- 1878 : Extension maximale de la Grande Tache rouge de Jupiter.

#### Années 1880
- 1885 : Première observation d'une supernova extragalactique, SN 1885A dans la galaxie d'Andromède.
 Johann Jakob Balmer établit empiriquement la longueur d'onde des raies spectrales de la série de Balmer.
- 1888 : John Dreyer publie le catalogue NGC, comprenant près de 8 000 objets non stellaires.

#### Années 1890
- 1890 : Hermann Carl Vogel découvre les binaires spectroscopiques.
- 1892 : Edward Emerson Barnard découvre Amalthée, satellite de Jupiter.
- 1894 : Fondation de l'observatoire Lowell, à Flagstaff (Arizona).
 Edward Emerson Barnard détermine le premier diamètre d'un astéroïde ((1) Cérès).
- 1895 : Première parution de The Astrophysical Journal.
 Découverte des rayons X par Wilhelm Röntgen.
- 1896 : Henri Becquerel découvre la radioactivité.
 Mise en service de la grande lunette de Meudon.
- 1897 : Joseph John Thomson découvre l'électron.
 Fondation de l'observatoire Yerkes.
- 1898 : Pierre et Marie Curie isolent les premiers éléments radioactifs, le polonium et le radium.
 William Pickering découvre Phœbé, satellite de Saturne.
- 1900 : Paul Ulrich Villard découvre les rayons gamma.

### XXesiècle

#### Années 1900
- 1902 : James Jeans découvre le phénomène d'instabilité gravitationnelle (ou instabilité de Jeans)
- 1905 : Albert Einstein édicte les lois de la relativité restreinte.
- 1906 : August Kopff découvre l'astéroïde troyen (617) Patrocle, premier de sa catégorie à être détecté.
- 1908 : première mesure d'un champ magnétique en dehors de la Terre, celui de taches solaires à l'aide de l'effet Zeeman par George Ellery Hale.
 Henrietta Leavitt découvre la relation entre période et luminosité des céphéides, utilisée plus tard pour mesurer les distances en astronomie et en particulier par Edwin Hubble pour prouver l'expansion de l'Univers.

#### Années 1910
- 1911 : Victor Franz Hess découvre les rayons cosmiques.
- 1912 : Henrietta Leavitt découvre la relation période-luminosité des céphéides, permettant de mesurer la distance de ces étoiles.
- 1914 : Vesto Slipher découvre le décalage vers le rouge systématique de certaines « nébuleuses », comme on les appelait alors (en fait des galaxies). 
 Ejnar Hertzsprung et Henry Norris Russell découvrent la relation entre le type spectral et la magnitude absolue des étoiles.
- 1915 : Albert Einstein découvre la relativité générale. Début de la cosmologie moderne.
- 1917 : Mise en service du télescope Hooker du Mont Wilson (2,5 m de diamètre).
 Albert Einstein propose le premier modèle cosmologique basé sur la relativité générale : l'Univers d'Einstein.
 Willem de Sitter propose un autre modèle cosmologique : l'espace de de Sitter.
- 1918 : Harlow Shapley prouve que le Soleil n'est pas situé au centre de la Voie lactée, dont le centre est, vu depuis la Terre, dans la constellation du Sagittaire.
 Edwin Hubble suggère que la Nébuleuse du Crabe est formé par les débris de l'explosion d'une nova (en fait une supernova).
- 1919 : observation de la déflexion de la lumière par le Soleil à la suite d'expéditions menées par Arthur Eddington, qui confirment les prédictions de la relativité générale.

#### Années 1920
- 1920 : Le Grand Débat entre Harlow Shapley et Heber Curtis au sujet de la nature exacte des « nébuleuses » (en fait les galaxies) comme on les appelait alors.
- 1921 : Knut Lundmark compile l'ensemble des données disponibles à l'époque relatives aux récits d'« étoiles invitées » observées par les astronomes du monde chinois. Au même moment, C. O. Lampland puis John C. Duncan annoncent que l'aspect de la Nébuleuse du Crabe change au cours du temps et est en expansion.
- 1922 : Alexandre Friedmann écrit les équations décrivant un univers homogène et isotrope, dont l'univers d'Einstein et l'espace de de Sitter sont des cas particuliers.
- 1923 : Hermann Weyl remarque que la loi de Hubble (qui ne s'appelle pas encore ainsi) se produit dans l'espace de de Sitter
- 1924 : Observation du redshift gravitationnel à la surface de Sirius B.
 Publication du catalogue Henry Draper, œuvre de Annie Jump Cannon.
- 1925 : Edwin Hubble découvre des galaxies extérieures à la Voie lactée (NGC 6822 puis M32 et M33). Le Grand Débat est clos.
- 1926 : Robert Goddard met au point le premier prototype de fusée à carburant liquide.
- 1927 : Georges Lemaître présente indépendamment des travaux antérieures d'Alexandre Friedmann son idée d'univers en expansion qui passe à peu près inaperçue, mais qui annonce la théorie du Big Bang.
 Jan Oort montre la réalité de la rotation de la Voie lactée, et détermine que le centre galactique est situé dans la constellation du Sagittaire.
 Première datation radioactive de la Terre (âge trouvé : entre 1,3×109 et 6×109 années).
Ira Sprague Bowen explique que certaines raies spectrales, à l'origine attribuées à un élément chimique inconnu en laboratoire, le nébulium, sont en réalité des raies interdites de divers atomes ionisés.
- 1928 : Edwin Hubble fait le lien entre la position de la Nébuleuse du Crabe, sa dynamique, et le récit de l'« étoile invitée » de l'an 1054 (en fait la supernova SN 1054).
- 1929 : Hubble mesure la distance des galaxies, découvre qu'elles s'éloignent de nous et formule la loi de Hubble qui établit la relation entre leur distance et leur vitesse d'éloignement. L'idée du Big Bang prend forme.

#### Années 1930
- 1930 : Clyde W. Tombaugh découvre Pluton sur des plaques photographiques.
 Arthur Eddington prouve que le modèle de l'univers d'Einstein est instable et que l'univers est donc nécessairement en expansion (ou en contraction, mais les observations de Hubble disent expansion).
 Robert Trumpler met en évidence le phénomène d'extinction interstellaire au sein de la Voie lactée.
- 1931 : Karl Jansky découvre l'émission radio de la Voie lactée. Début de la radioastronomie.
- 1932 : Albert Einstein et Willem de Sitter proposent d'abandonner l'hypothèse de la constante cosmologique présente dans leurs deux modèles (univers d'Einstein et espace de de Sitter). C'est l'espace d'Einstein-de Sitter, moins général mais plus simple que les modèles d'Alexandre Friedmann et Georges Lemaître.
- 1934 : Subrahmanyan Chandrasekhar montre l'existence d'une masse maximale aux naines blanches.
Walter Baade et Fritz Zwicky découvrent que les « novae » observées jusqu'alors englobent deux classes de phénomènes, les novae et les supernovae, beaucoup plus rares mais beaucoup plus lumineuses.
 Grote Reber soupçonne l'existence de sources d'ondes radio dans la constellation du Cygne. C'est le début de la radioastronomie.
- 1937 : découverte par Fritz Zwicky des anomalies dans les courbes de rotation des galaxies, preuve indirecte de la présence de matière noire.
- 1938 : à la suite de la découverte du neutron, Fritz Zwicky propose qu'une supernova est la conséquence de l'effondrement d'une étoile en étoile à neutrons.
- 1939 : Calcul de l'effondrement d'une étoile en trou noir par Robert Oppenheimer et Snyder.
 Hans Bethe découvre que les réactions nucléaires sont la source d'énergie des étoiles.

#### Années 1940
- 1942 : Découverte de l'émission radio du Soleil.
- 1946 : Première mesure d'un champ magnétique en dehors du Système Solaire, dans l'étoile 78 Virginis.
 Premiers travaux sur la nucléosynthèse dans les étoiles (Fred Hoyle).
 Première détection certaine de sources astronomiques d'ondes radio (Cygnus A) par J. S. Hey, S. J. Parsons et J. W. Phillips.
 George Gamow se rend compte que l'univers primordial était non seulement dense mais aussi chaud et donc siège de réactions nucléaires (nucléosynthèse primordiale).
- 1947 : Viktor Ambartsumian découvre les associations stellaires.
 Bart Bok propose le terme de « globule » pour désigner les objets désormais appelés globules de Bok, et en explique la nature.
- 1948 : Découverte de l'émission du Soleil dans le domaine des rayons X.
 Gerard Kuiper découvre Miranda satellite d'Uranus.
 De nouvelles sources d'ondes radios sont découvertes par J. G. Bolton, parmi lesquelles Taurus A (plus tard identifiée à la Nébuleuse du Crabe) et Centaurus A.
 Hermann Bondi, Thomas Gold et Fred Hoyle propose la théorie de l'état stationnaire où le Big Bang n'a pas lieu.
 Ralf Alpher et George Gamow prédisent l'existence du fond diffus cosmologique et donnent une estimation de sa température.
 Frank Elder, Robert Langmuir et Herbert Pollack observent en laboratoire le rayonnement synchrotron.
- 1949 : Mise en service du télescope de 5,08 mètres (200 pouces) du Mont Palomar, le plus grand du monde à l'époque.
 Gerard Kuiper découvre Néréide satellite de Neptune.
 Identification des contreparties optique de plusieurs sources d'ondes radio. Centaurus A est en réalité NGC 5128 et Virgo A NGC 4486.

#### Années 1950
- 1950 : Hannes Alfvén, Nicoali Herlofson et Karl-Otto Kiepenheuer expliquent l'émission radio de la Galaxie par un rayonnement synchrotron.
- 1951 : Prédiction de l'émission par l'hydrogène d'une raie à 21 cm et découverte de cette émission dans la Voie lactée.
- 1952 : Walter Baade corrige la relation période-luminosité de certaines céphéides (sous classe des variables de type W Virginis), corrigeant la valeur de la constante de Hubble.
- 1954 : Cygnus A est identifiée comme étant une galaxie lointaine (décalage vers le rouge de 0,057, prouvant qu'une grande partie des sources radio sont extragalactiques.
- 1955 : Mise en service du radiotélescope géant de Jodrell Bank (75 mètres de diamètre).
- 1956 : Découverte de la nature double de Cygnus A (correspondant aux deux lobes de matière éjectés de part et d'autre du trou noir supermassif de cette galaxie).
 Des méthodes plus précise de datation radioactive déterminent la valeur exacte de l'âge du système solaire (4,55 milliards d'années).
- 1957 : Compréhension des aspects essentiels de la nucléosynthèse stellaire par Margaret Burbidge, Geoffrey Burbidge, William Fowler, et Fred Hoyle (article B²FH). Seul Fowler obtiendra le prix Nobel de physique pour ces travaux.
 Lancement du premier satellite artificiel Spoutnik 1 par l'Union soviétique et début de l'ère spatiale.
- 1958 : (29 juillet) Début de la NASA (National Aeronautics and Space Administration), agence nouvellement créée par les États-Unis pour rattraper leurs retards face aux Soviétiques. Elle reprend intégralement les centres de recherche et le personnel du NACA (National Advisory Committee for Aeronautics), organisme fondé en 1915.
 Allan Sandage corrige la valeur de la constante de Hubble.
 Jan Oort met en évidence la présence de matière noire par la dynamique des galaxies.
- 1959 :  En percutant la Lune la sonde Luna 2 devient le premier objet à atteindre un autre astre. Premières photographies de la face cachée de la Lune, par la sonde soviétique Lunik 3.
 Arkadi Migdal prédit la superfluidité de l'intérieur des étoiles à neutrons, confirmée en 1969 par l'observation du phénomène de glitches dans la pulsar de Vela.

#### Années 1960
- Vers 1960 : « Âge d'or » de l'étude des trous noirs.
- 1961 : Pour la première fois de l'histoire de l'humanité un homme est lancé dans l'espace. Le soviétique Youri Gagarine réalise une orbite complète en 90 minutes avant de revenir sain et sauf sur la Terre. Un mois plus tard, l'astronaute de la NASA Alan Shepard devient le premier Américain à aller dans l'espace, mais il ne se met pas en orbite, bien qu'il soit la première personne à atterrir en restant à l'intérieur de son vaisseau spatial, réalisant ainsi techniquement le premier vol humain complet selon les définitions de la Fédération aéronautique internationale[5],[6],[7].
 Horace W. Babcock propose une explication qualitative du cycle solaire de 11 ans.
- 1962 : Découverte des quasars.
 Découverte de la première source astrophysique de rayons X (Scorpius X-1). Certaines de ces sources sont galactiques, d'autres extragalactiques.
- 1963 : Découverte de l'émission en rayons X de la nébuleuse du Crabe.
- 1964 : Découverte de Cygnus X-1, qui fut interprété par la suite comme étant le premier trou noir stellaire connu.
- 1965 : Découverte du fond diffus cosmologique.
 Découverte du milieu intergalactique chaud (108 K par l'intermédiaire de son rayonnement X dans l'amas de Coma).
- 1966 : La sonde Venera 3 atteint Vénus.
 Audouin Dollfus découvre Janus et Épiméthée, satellites de Saturne.
- 1967 : Découverte des pulsars par Jocelyn Bell et Antony Hewish à Cambridge.
- 1968 : James Peebles et Robert Dicke expliquent la masse des amas globulaires en utilisant des considérations liées à l'instabilité de Jeans
- 1969 : Découverte des sursauts gamma par les satellites militaires de surveillance Vela 5A et Vela 5B.
 Neil Armstrong devient le premier homme à marcher sur la Lune.
 Découverte des glitches dans le pulsar de Vela, prouvant que l'intérieur des étoiles à neutrons est superfluide.

#### Années 1970
- 1970 : Découverte des oscillations quasi périodiques dans le spectre d'émission d'une binaire X (Scorpius X-1).
 Lancement de la première mission spatiale entièrement destinée à l'astronomie des rayons X, Uhuru.
 La sonde soviétique Venera 7 devient le premier engin construit par l'homme à se poser sans dommage sur une autre planète (Vénus). 
 George R. Carruthers met en évidence l'hydrogène moléculaire par son absorption dans le domaine ultraviolet.
- 1972 : Première association entre une variable cataclysmique et une source de rayons X (EX Hydrae).
 Première identification quasi certaine d'un trou noir stellaire, la source Cygnus X-1 dans le système binaire formé avec l'étoile HDE 226868.
 Lancement de la sonde Pioneer 10.
 Lancement du premier satellite artificiel dévolu à l'étude des sources de rayons gamma, SAS-2 (15 novembre).
- 1973 : Création de l'agence spatiale européenne.
 Lancement de la sonde Pioneer 11.
 Pioneer 10 atteint Jupiter et transmet les premières images haute résolution de la planète et de certains de ses satellites.
 Fin de la mission SAS-2 en raison d'un problème d'alimentation électrique.
- 1974 : Découverte du premier pulsar binaire, PSR B1913+16.
 La sonde Mariner 10 transmet les premières images de Mercure.
- 1975 : Première détection de sources dans le domaine de l'ultraviolet extrême, par le satellite EUV.
 Mise en service du plus grand télescope de l'époque, le Zelenchuk (6 mètres de diamètre).
 Première découverte d'un objet céleste par son rayonnement gamma, PSR J0633+1746 (Geminga).
- 1976 : Mise en service de l'interféromètre radio Very Large Array (VLA).
 Atterrissage de la sonde Viking 1 sur Mars.
- 1977 : Lancement des sondes HEAO-1 (12 août), Voyager 2 (20 août) et Voyager 1 (5 septembre). Ces deux dernières sont toujours opérationnelles en 2012.
 Découverte des anneaux d'Uranus.
- 1978 : Lancement des missions International Ultraviolet Explorer (IUE) et HEAO-2 (Einstein, 12 novembre).
 Découverte de Charon, satellite de Pluton par James W. Christy.
- 1979 : Passages de Voyager 1 puis de Voyager 2 au voisinage de Jupiter (5 mars et 9 juillet).

#### Années 1980
- 1980 : Passage de Voyager 1 à 124 000 km de Saturne (12 novembre).
 Découvertes de Télesto et Calypso, par Bradford A. Smith, satellites de Saturne et troyen de Téthys
 Découverte du premier pulsar X anormal, PSR J2301+5852 (2E 2259.0+5836)
- 1981 : Passage de Voyager 2 à 101 000 km de Saturne (26 août).
- 1982 : Découverte du premier pulsar milliseconde, PSR B1923+37.
- 1983 : Lancement de la mission européenne EXOSAT (26 mai).
 Première détection de l'influence d'un sursaut gamma (GRB 830801) sur la haute atmosphère terrestre (1er août).
 Lancement du premier satellite observant dans l'infrarouge, IRAS.
- 1984 : Découverte du second pulsar X anormal, 1E 1048.1-5937.
- 1986 : Passage de Voyager 2 à proximité d'Uranus (24 janvier).
 Les sondes spatiales Vega 1, Vega 2 et Giotto passent au voisinage de la comète de Halley et en photographient le cœur.
- 1987 : Explosion de la supernova SN 1987A et détection des premiers neutrinos émis par un autre astre que le Soleil.
 Découverte de PSR B0042-73, premier pulsar connu du Petit Nuage de Magellan.
- 1989 : Lancement de la mission Magellan vers Vénus (4 mai).
 Voyager 2 passe à 44 800 km de Neptune (25 août).
 Lancement de la sonde Galileo (18 octobre) en direction de Jupiter.
 Lancement du satellite COBE destiné à l'étude du fond diffus cosmologique (18 novembre).

#### Années 1990
- 1990 : Lancement du télescope spatial Hubble (18 avril), du satellite ROSAT (1er juin) et de la sonde Ulysses (6 octobre).
- 1991 : Détection d'un rayon cosmique de 3,2×1020 eV, un des plus énergétiques connus à ce jour.
 Pour la première fois un astéroïde est photographié de près : Galileo fournira d'étonnants clichés de Gaspra.
- 1992 : Détection des anisotropies du fond diffus cosmologique par le satellite COBE.
 Lancement du satellite Extreme Ultraviolet Explorer (EUVE, 7 juin).
 Le pape Jean-Paul II reconnaît la conduite erronée de certains théologiens du XVIIe siècle lors du procès intenté à Galilée (31 octobre).
 Découverte du premier objet (hormis Pluton) de la ceinture de Kuiper (1992 QB1).
- 1993 : Lancement du satellite ASCA (20 février).
 Galileo photographie de près l'astéroïde Ida et découvre le premier satellite astéroïdal (Dactyl).
- 1994 : Collision des fragments de la comète Shoemaker-Levy 9 avec Jupiter.
 Première mise en évidence du phénomène de jet supraluminique avec le microquasar GRS 1915+105.
- 1995 : Découverte de la première exoplanète par Michel Mayor et Didier Queloz (de l'observatoire de Genève), d'après des observations qu'ils ont réalisées à l'observatoire de Haute-Provence grâce à la méthode des vitesses radiales. L'étoile hôte est 51 Pegasi, dans la constellation de Pégase, à environ 40 années lumière de la Terre.
 Arrivée de la sonde Galileo au voisinage de Jupiter (7 décembre).
- 1996 : Première détection d'une étoile à neutrons isolée qui ne soit pas vue sous la forme d'un pulsar.
- 1997 : Première observation d'une contrepartie optique d'un sursaut gamma (GRB 970228).
 Lancement de la sonde Cassini-Huygens en direction de Saturne (15 octobre).
 Un module de la sonde Mars Pathfinder atterrit sur Mars. Le robot Sojourner explore les environs du site d'atterrissage.
 La sonde NEAR Shoemaker photographie de près l'astéroïde Mathilde.
 Identification formelle de la nouvelle classe des pulsars X anormaux.
- 1998 : Découverte de l'accélération de l'expansion de l'univers.
- 1999 : Première lumière du VLT au Chili à 2 400 m d'altitude. 
 Lancement de la mission Télescope spatial FUSE (24 juin) et des télescopes spatiaux Chandra (23 juillet) et XMM-Newton (10 décembre).
- 2000 : La sonde NEAR Shoemaker atteint l'astéroïde Éros sur lequel elle parvient à se poser l'année suivante.
 Découverte dans la ceinture de Kuiper d'un astéroïde de taille équivalente à Cérès : Varuna.

### XXIesiècle

#### Années 2000
- 2001 : le noyau de la comète Borrelly est photographié le 25 septembre 2001 à 8 km de distance par la sonde spatiale Deep Space 1.
- 2002 : l'astronomie est récompensée par le prix Nobel de physique attribué à Riccardo Giacconi pour sa contribution au développement de l'astronomie des rayons X.
 Lancement de la mission INTEGRAL (17 octobre).
 Première mesure convaincante du décalage vers le rouge gravitationnel à la surface d'une étoile à neutrons (EXO 0748-676).
 Première découverte d'un pulsar X anormal extragalactique (PSR J0100-7211, dans le Petit Nuage de Magellan).
- 2003 : fin de la mission de la sonde Pioneer 10.
 Découverte de l'association entre un sursaut gamma (GRB 030329) et une supernova (SN 2003dh), résolvant le mystère de la nature des sursauts gamma.
 Lancement du télescope spatial Spitzer (anciennement appelé SIRTF, 25 août).
 Fin de la mission Galileo.
 La sonde WMAP permet d'affiner le modèle standard de la cosmologie avec une précision inégalée jusqu'alors, et confirme l'existence de la matière noire et de l'énergie noire.
 Découverte de l'astéroïde Sedna, actuellement l'objet non cométaire dont l'aphélie est la plus importante (900 UA).
 Découverte du premier pulsar double, PSR J0737-3039.
- 2004 : sur Mars, le rover Spirit lancé le 10 juin 2003 entre en action le 3 janvier dans le cratère Gusev, suivi le 24 janvier par Opportunity sur Meridiani Planum.
 Lancement de la mission Gravity Probe B destinée à tester le principe d'équivalence.
 Arrivée de la sonde Cassini-Huygens au voisinage de Saturne (1er juillet).
 Voyager 1 atteint le choc terminal, première structure délimitant la frontière entre le système Solaire et le milieu interstellaire (héliopause) et entre dans l'héliogaine.
 La sonde Stardust photographie le noyau de la comète Wild 2.
- 2005 : la sonde Huygens atterrit à la surface de Titan.
 Impact de la sonde Deep Impact sur la comète Tempel 1.
 La sonde japonaise Hayabusa parvient à capturer des échantillons de l'astéroïde (25143) Itokawa.
 Michael E. Brown découvre la planète naine Éris, dont le diamètre dépasse celui de Pluton.
- 2006 : l'étude de la structure et du champ gravitationnel de l'amas de galaxies 1E0657-56 donne une nouvelle preuve directe de l'existence de la matière noire.
 L'assemblée générale de l'Union Astronomique Internationale redéfinit la notion de planète (il y en a 8) et crée celle de planète naine (3 pour l'instant). Pluton est déchue de la première catégorie au profit de la seconde.
 La cosmologie est récompensée par le Prix Nobel de physique, attribué à deux responsables de la mission COBE, John C. Mather et George F. Smoot.
- 2008 : première mesure du moment cinétique d'un trou noir stellaire, avec GX 339-4 qui s'avère proche d'un trou noir extrémal.
 Découverte d'un quatrième sursauteur gamma mou galactique, SGR J0501+4516.
 Lancement du Fermi Gamma-ray Space Telescope (anciennement GLAST), qui découvre un pulsar gamma silencieux (RX J0007.0+7303) puis plusieurs  dans les autres domaines de longueur d'onde à l'instar de PSR J0633+1746 (Geminga).

#### Années 2010
- 2012 : (2 mai) Première preuve visuelle de l'existence d'un trou noir. L'équipe de Suvi Gezari de l'université Johns-Hopkins, utilisant le télescope hawaïen Pan-STARRS 1, publie les images d'un trou noir supermassif à 2,7 millions d'années lumière en train d'aspirer une géante rouge[8].